# Egon Schein
Egon Schein (Kiel, Alemania, 20 de enero de 1912-Hamburgo, 14 de febrero de 1977) fue un atleta alemán especializado en la prueba de 4x100 m, en la que consiguió ser campeón europeo en 1938.

## Carrera deportiva
En el Campeonato Europeo de Atletismo de 1934 ganó la medalla de oro en los relevos de 4x100 metros, llegando a meta en un tiempo de 41.0 segundos, por delante de Hungría (plata) y los Países Bajos (bronce).